# Canton du Grand-Pressigny
Le canton du Grand-Pressigny est un ancien canton français situé dans le département d'Indre-et-Loire et la région Centre-Val de Loire.

## Géographie

### Situation
En 2008, le canton du Grand-Pressigny comptait 4 138 habitants, répartis dans 9 communes. Il s'étalait sur 26 722 ha dont 4 719 de bois et son altitude varie de 43 m (La Guerche) à 146 m (Saint-Flovier). Il est longé par la vallée de la Creuse à l'ouest et traversé par celles de la Claise et de l'Aigronne.

### Composition
Le canton du Grand-Pressigny regroupait les communes suivantes :
| Nom                            | Code Insee | Intercommunalité       | Superficie (km2) | Population (dernière pop. légale) | Densité (hab./km2) |
| ------------------------------ | ---------- | ---------------------- | ---------------- | --------------------------------- | ------------------ |
| Le Grand-Pressigny (chef-lieu) | 37113      | CC Loches Sud Touraine | 39,55            | 941 (2014)                        | 24                 |
| Barrou                         | 37019      | CC Loches Sud Touraine | 30,71            | 506 (2014)                        | 16                 |
| Betz-le-Château                | 37026      | CC Loches Sud Touraine | 46,88            | 574 (2014)                        | 12                 |
| Ferrière-Larçon                | 37107      | CC Loches Sud Touraine | 20,87            | 256 (2014)                        | 12                 |
| La Celle-Guenand               | 37044      | CC Loches Sud Touraine | 36,70            | 378 (2014)                        | 10                 |
| La Guerche                     | 37114      | CC Loches Sud Touraine | 5,27             | 186 (2014)                        | 35                 |
| Le Petit-Pressigny             | 37184      | CC Loches Sud Touraine | 32,05            | 330 (2014)                        | 10                 |
| Paulmy                         | 37181      | CC Loches Sud Touraine | 25,97            | 231 (2014)                        | 8,9                |
| Saint-Flovier                  | 37218      | CC Loches Sud Touraine | 29,22            | 584 (2014)                        | 20                 |

### Comparaison démographique
Comparaison de la population des communes du canton en 2009

## Histoire
En 1821, la commune du Grand-Pressigny absorbe l'ancienne commune d'Étableaux qui comptait alors 540 habitants.

Puis en 1826, c'est la commune de Saint-Flovier qui absorbe la commune de Sainte-Jullite et une partie de Saint-Michel-des-Landes.

## Démographie
Le canton du Grand-Pressigny comptait 4 160 habitants (population légale INSEE) au 1er janvier 2007. La densité de population est de 15,6 hab./km².

### Évolution démographique
| 1962  | 1968  | 1975  | 1982  | 1990  | 1999  | 2006  | 2011  | 2012  |
| ----- | ----- | ----- | ----- | ----- | ----- | ----- | ----- | ----- |
| 6 820 | 6 368 | 5 505 | 4 862 | 4 490 | 4 318 | 4 197 | 4 086 | 4 054 |

### Pyramide des âges
| Hommes | Classe d’âge | Femmes |
| ------ | ------------ | ------ |
| 1      | 90 ans ou +  | 1,9    |
| 12,6   | 75 à 89 ans  | 15,6   |
| 19,4   | 60 à 74 ans  | 19,4   |
| 22,1   | 45 à 59 ans  | 20,6   |
| 17,9   | 30 à 44 ans  | 16,8   |
| 11,7   | 15 à 29 ans  | 10,6   |
| 15,4   | 0 à 14 ans   | 15,1   |

| Hommes | Classe d’âge | Femmes |
| ------ | ------------ | ------ |
| 0,5    | 90 ans ou +  | 1,4    |
| 6,8    | 75 à 89 ans  | 9,8    |
| 13,1   | 60 à 74 ans  | 13,9   |
| 20,7   | 45 à 59 ans  | 20,1   |
| 20,4   | 30 à 44 ans  | 19,3   |
| 19,6   | 15 à 29 ans  | 19,1   |
| 18,8   | 0 à 14 ans   | 16,4   |

## Représentation

### Conseillers généraux du canton du Grand-Pressigny (1833 à 2015)
| Période | Période          | Identité                                      | Étiquette       | Qualité                                                                 |
| ------- | ---------------- | --------------------------------------------- | --------------- | ----------------------------------------------------------------------- |
| 1833    | 1839 (démission) | François Antoine Arnault Dubreuil (1773-1854) |                 | Juge de paix au Grand-Pressigny, propriétaire du château de Ray         |
| 1839    | 1842             | M. Arnault-Dubreuil, dit de Ray               |                 | Conseiller d'arrondissement, maire du Petit-Pressigny                   |
| 1842    | 1848             | Émile Breton-Dubreuil                         |                 | Ancien notaire, propriétaire à Loches                                   |
| 1848    | 1852             | Comte Raoul de Croy-Chanel d'Argenson         |                 | Propriétaire du château et maire de La Guerche                          |
| 1852    | 1857 (décès)     | Comte René de La Poëze d'Harambure            |                 | Maire de Barrou                                                         |
| 1857    | 1861             | Baron Gustave Marie de Gaullier des Bordes    |                 | Propriétaire au Petit-Pressigny                                         |
| 1861    | 1871             | Emile Adolphe Breton-Dubreuil                 |                 | Propriétaire, notaire à Loches Maire du Grand-Pressigny (1853-1871)     |
| 1871    | 1898             | Alphonse Dardy                                | Républicain     | Maire du Grand-Pressigny (1871-1901)                                    |
| 1898    | 1917 (décès)     | Emilien Breton                                | Républicain     | Avocat au Grand-Pressigny Propriétaire du château de la Groitière       |
| 1917    | 1919             | siège vacant                                  |                 |                                                                         |
| 1919    | 1934             | Paul Penot                                    | Conservateur    | Maire de Betz-le-Château                                                |
| 1934    | 1937 (décès)     | Emile Bonnamy                                 | Union Nationale | Médecin Conseiller municipal du Grand-Pressigny                         |
| 1937    | 1940             | Albert Taupeau                                | RG              | Négociant en bestiaux au Grand-Pressigny                                |
|         |                  |                                               |                 |                                                                         |
| 1945    | 1949             | Auguste Merlot                                | DVD             | Négociant au Grand-Pressigny                                            |
| 1949    | 1954 (décès)     | Louis Léger                                   | Rad.            | Notaire Maire du Grand-Pressigny (1942-1954)                            |
| 1955    | 1961             | M. Agenet                                     | DVD             |                                                                         |
| 1961    | 1973             | Fernand Berthouin                             | Rad. puis MRG   | Mécanicien Député (1962-1978) Maire du Grand-Pressigny (1954-1977)      |
| 1973    | 2004             | Marcel Fortin                                 | UDR puis DVD    | Entrepreneur de travaux agricoles Maire de La Celle-Guenand (1971-2001) |
| 2004    | 2015             | Gérard Hénault                                | UMP puis UDI    | Instituteur Maire de Ferrière-Larçon                                    |

### Conseillers d'arrondissement (de 1833 à 1940)
| Période                                  | Période | Identité                                    | Étiquette                | Qualité |
| ---------------------------------------- | ------- | ------------------------------------------- | ------------------------ | --- |
| 1833                                     | 1839    | M. Arnault-Dubreuil, dit de Ray             |                          | Maire du Petit-Pressigny                                                                                     |
| 1839                                     | 1842    | M. Caillaulte                               |                          | Greffier, propriétaire au Grand-Pressigny                                                                    |
| 1842                                     | 1845    | Augustin Baptiste Léveillé fils (1805-1880) |                          | Médecin et paléontologue au Grand-Pressigny                                                                  |
|                                          |         |                                             |                          | |
| avant 1883                               |         | Eugène-Philippe François (1830-1903)        |                          | Ancien capitaine de dragons, agriculteur, conseiller municipal du Grand-Pressigny, suppléant du juge de paix |
|                                          |         |                                             |                          | |
| 1919                                     |         | M. Ferré                                    |                          | Ancien agent voyer, propriétaire au Grand-Pressigny                                                          |
|                                          | 1937    | M. Geoffroy                                 | Radical                  | Négociant à Betz-le-Château                                                                                  |
| 1937                                     | 1940    | M. Joubert                                  | Républicain national PSF | Propriétaire à Betz-le-Château                                                                               |
| 1940                                     |         |                                             |                          | Les conseils d'arrondissement ont été suspendus par la loi du 12 octobre 1940 et n'ont jamais été réactivés  |
| Les données manquantes sont à compléter. |         |                                             |                          | |

## Médias
Le canton possède une section dans le quotidien régional La Nouvelle République. La correspondante actuelle, Agnès De Cian, couvre l'actualité locale en publiant environ un article par jour.

## Pour Approfondir

### Sources
1. ↑  Structure de la population du canton de 1968 à l'année de la dernière population légale connue
2. ↑  Fiches Insee - Populations légales du canton pour les années 2006, 2011, 2012
3. ↑  Données INSEE.
4. ↑  Pyramide des âges d'Indre-et-Loire en 2007 sur le site de l'Insee. Consulté le 25/07/2010.
5. ↑  Château de La Guerche.
6. ↑  http://www.politiquemania.com/forum/deces-politique-f35/deces-fernand-berthouin-ancien-depute-t5252.html